# Тім Кегілл
Тім Кегілл (англ. Tim Cahill; нар. 6 грудня 1979, Сідней, Австралія) — австралійський футболіст, що грав на позиції півзахисника, зокрема за англійський «Евертон», а також за національну збірну Австралії, у складі якої провів понад 100 матчів та є найкращим бомбардиром в історії з 50-ма забитими голами.

## Клубна кар'єра
Народився 6 грудня 1979 року в Сіднеї в родині англійця ірландського походження і самоанки. Вихованець юнацьких команд місцевих клубів «Сідней Олімпік» і «Сідней Юнайтед».
У 17 років перебрався до Англії, де приєднався до молодіжної команди «Міллволла». Наступного 1998 року дебютував в іграх за головну команду клубу у Другому дивізіоні Футбольної ліги. Швидко став гравцем основного складу, допомігши 2001 року «Міллволлу» здобути підвищення до Першого дивізіону, на рівні якого провів наступні три сезони своєї кар'єри.
Влітку 2004 року за 1,5 мільйони фунтів перейшов до «Евертона», в якому у першому ж сезоні став найкращим бомбардиром команди і переміг у вболівальницькому голосуванні за звання Найкращого гравця сезону. Загалом провів у ліверпульській команді вісім років у Прем'єр-лізі, протягом яких був одним з лідерів команди і її головних бомбардирів.
Наступною командою досвідченого футболіста стала американська «Нью-Йорк Ред Буллз», куди він перейшов 2012 року і де провів три сезони, допомігши у 2013 році виграти регулярний чемпіонат MLS.
Згодом протягом 2015–2016 грав у Китаї за «Шанхай Грінленд» і «Ханчжоу Грінтаун», після чого уперше у дорослій кар'єрі грав на батьківщині, захищаючи кольори «Мельбурн Сіті».
На початку 2018 року 37-річний гравець на півроку повернувся до «Міллволла», де свого часу починав професійну кар'єру, а завершував її в Індії, де грав за «Джамшедпур» протягом 2018–2019 років.

## Виступи за збірні
У 1993—1994 роках провів декілька ігор за юнацьку (U-17) та молодіжну збірні Самоа, батьківщинини своєї матері.
На рівні національних команд дебютував доволі піздно, у 24 роки, отримавши на початку 2004 року виклик до національної збірної Австралії. Утім відтоді став назмінним учасником ігор національної команди, протягом наступних 14 років провівши 108 матчів (другий результат серед гравців збірної Австралії) і забивши рекордні 50 голів.
Був учасником низки великих турнірів, зокрема чотирьох чемпіонатів світу. На першому з них, світовій першості 2006 року, у матчі групового етапу проти збірної Японії забив дубль на останніх хвилинах гри, вирвавши перемогу для своєї команди. У розіграші 2015 року допоміг австралійцям здобути їх перший Кубок Азії, взявши участь в усіх матчах турніру і забивши по його ходу три голи.
Свою останню гру за збірну провів у листопаді 2018 року, за декілька тижнів до власного 39-річчя.
| Дата       | Місто              | Господарі          | Результат               | Гості              | Турнір                        | Голи | Примітки      |
| ---------- | ------------------ | ------------------ | ----------------------- | ------------------ | ----------------------------- | ---- | ------------- |
| 30-3-2004  | Лондон             | Австралія          | 1 – 0                   | ПАР                | товариський матч              | -    |               |
| 31-5-2004  | Аделаїда           | Австралія          | 9 – 0                   | Таїті              | Відбір до ЧС 2006             | 2    |               |
| 2-6-2004   | Аделаїда           | Австралія          | 6 – 1                   | Фіджі              | Відбір до ЧС 2006             | 3    | 58'           |
| 6-6-2004   | Аделаїда           | Австралія          | 2 – 2                   | Соломонові Острови | Відбір до ЧС 2006             | 1    |               |
| 16-11-2004 | Лондон             | Австралія          | 2 – 2                   | Норвегія           | товариський матч              | 1    | 77'           |
| 26-3-2005  | Сідней             | Австралія          | 2 – 1                   | Ірак               | товариський матч              | -    | 19' 71'       |
| 9-6-2005   | Лондон             | Австралія          | 1 – 0                   | Нова Зеландія      | товариський матч              | -    |               |
| 15-6-2005  | Франкфурт-на-Майні | Німеччина          | 4 – 3                   | Австралія          | Кубок Конфедерацій            | -    | 74'           |
| 18-6-2005  | Нюрнберг           | Австралія          | 2 – 4                   | Аргентина          | Кубок Конфедерацій            | -    | 49'           |
| 21-6-2005  | Лейпциг            | Австралія          | 0 – 2                   | Туніс              | Кубок Конфедерацій            | -    | 61' 62'       |
| 3-9-2005   | Сідней             | Австралія          | 7 – 0                   | Соломонові Острови | Відбір до ЧС 2006             | 1    |               |
| 6-9-2005   | Хоніара            | Соломонові Острови | 1 – 2                   | Австралія          | Відбір до ЧС 2006             | -    | 46'           |
| 9-10-2005  | Лондон             | Австралія          | 5 – 0                   | Ямайка             | товариський матч              | -    | 79'           |
| 16-11-2005 | Сідней             | Австралія          | 1 – 0 д.ч. (4 – 2 п.п.) | Уругвай            | Відбір до ЧС 2006             | -    |               |
| 4-6-2006   | Роттердам          | Нідерланди         | 1 – 1                   | Австралія          | товариський матч              | 1    | 51'           |
| 7-6-2006   | Ульм               | Ліхтенштейн        | 1 – 3                   | Австралія          | товариський матч              | -    | 45' 83'       |
| 12-6-2006  | Кайзерслаутерн     | Австралія          | 3 – 1                   | Японія             | ЧС 2006 - 1-й етап            | 2    | 53' 69'       |
| 18-6-2006  | Мюнхен             | Бразилія           | 2 – 0                   | Австралія          | ЧС 2006 - 1-й етап            | -    | 56'           |
| 22-6-2006  | Штутгарт           | Хорватія           | 2 – 2                   | Австралія          | ЧС 2006 - 1-й етап            | -    |               |
| 25-6-2006  | Кайзерслаутерн     | Італія             | 1 – 0                   | Австралія          | ЧС 2006 - 1/8 фіналу          | -    | 49'           |
| 7-10-2006  | Брисбен            | Австралія          | 1 – 1                   | Парагвай           | товариський матч              | -    |               |
| 11-10-2006 | Сідней             | Австралія          | 2 – 0                   | Бахрейн            | Відбір до Кубка Азії 2007     | -    | 81'           |
| 6-2-2007   | Лондон             | Австралія          | 1 – 3                   | Данія              | товариський матч              | -    | 75'           |
| 8-7-2007   | Бангкок            | Австралія          | 1 – 1                   | Оман               | Кубок Азії 2007 - 1-й етап    | 1    | 62' - 89'     |
| 13-7-2007  | Бангкок            | Ірак               | 3 – 1                   | Австралія          | Кубок Азії 2007 - 1-й етап    | -    | 46'           |
| 16-7-2007  | Бангкок            | Таїланд            | 0 – 4                   | Австралія          | Кубок Азії 2007 - 1-й етап    | -    | 74'           |
| 21-7-2007  | Ханой              | Японія             | 1 – 1 д.ч. (4 – 3 п.п.) | Австралія          | Кубок Азії 2007 - чвертьфінал | -    | 71'           |
| 6-2-2008   | Мельбурн           | Австралія          | 3 – 0                   | Катар              | Відбір до ЧС 2010             | 1    | 67'           |
| 15-10-2008 | Брисбен            | Австралія          | 4 – 0                   | Катар              | Відбір до ЧС 2010             | 1    |               |
| 19-11-2008 | Манама             | Бахрейн            | 0 – 1                   | Австралія          | Відбір до ЧС 2010             | -    | 86'           |
| 11-2-2009  | Йокогама           | Японія             | 0 – 0                   | Австралія          | Відбір до ЧС 2010             | -    | 85'           |
| 6-6-2009   | Доха               | Катар              | 0 – 0                   | Австралія          | Відбір до ЧС 2010             | -    | 90+2'         |
| 17-6-2009  | Мельбурн           | Австралія          | 2 – 1                   | Японія             | Відбір до ЧС 2010             | 2    | 84'           |
| 12-8-2009  | Лімерик            | Ірландія           | 0 – 3                   | Австралія          | товариський матч              | 2    | 46'           |
| 10-10-2009 | Сідней             | Австралія          | 0 – 0                   | Нідерланди         | товариський матч              | -    | 46'           |
| 14-10-2009 | Мельбурн           | Австралія          | 1 – 0                   | Оман               | Відбір до Кубка Азії 2011     | 1    | 89'           |
| 14-11-2009 | Маскат             | Оман               | 1 – 2                   | Австралія          | Відбір до Кубка Азії 2011     | -    | 67'           |
| 24-5-2010  | Мельбурн           | Австралія          | 2 – 1                   | Нова Зеландія      | товариський матч              | -    | 30' 46'       |
| 1-6-2010   | Йоганнесбург       | Австралія          | 1 – 0                   | Данія              | товариський матч              | -    |               |
| 5-6-2010   | Йоганнесбург       | США                | 3 – 1                   | Австралія          | товариський матч              | 1    | 46'           |
| 13-6-2010  | Дурбан             | Німеччина          | 4 – 0                   | Австралія          | ЧС 2010 - 1-й етап            | -    | 56'           |
| 23-6-2010  | Мбомбела           | Австралія          | 2 – 1                   | Сербія             | ЧС 2010 - 1-й етап            | 1    |               |
| 3-9-2010   | Санкт-Галлен       | Швейцарія          | 0 – 0                   | Австралія          | товариський матч              | -    | 66'           |
| 7-9-2010   | Краків             | Польща             | 1 – 2                   | Австралія          | товариський матч              | -    | 75'           |
| 9-10-2010  | Сідней             | Австралія          | 1 – 0                   | Парагвай           | товариський матч              | -    | 75'           |
| 17-11-2010 | Каїр               | Єгипет             | 3 – 0                   | Австралія          | товариський матч              | -    | 80'           |
| 10-1-2011  | Доха               | Індія              | 0 – 4                   | Австралія          | Кубок Азії 2011 - 1-й етап    | 2    |               |
| 14-1-2011  | Доха               | Австралія          | 1 – 1                   | Південна Корея     | Кубок Азії 2011 - 1-й етап    | -    | 90+4'         |
| 18-1-2011  | Доха               | Австралія          | 1 – 0                   | Бахрейн            | Кубок Азії 2011 - 1-й етап    | -    | 90+1'         |
| 22-1-2011  | Доха               | Австралія          | 1 – 0 д.ч.              | Ірак               | Кубок Азії 2011 - чвертьфінал | -    | 90+2'         |
| 25-1-2011  | Доха               | Узбекистан         | 0 – 6                   | Австралія          | Кубок Азії 2011 - півфінал    | -    | 71'           |
| 29-1-2011  | Доха               | Австралія          | 0 – 1 д.ч.              | Японія             | Кубок Азії 2011 - Фінал       | -    | 110'          |
| 10-8-2011  | Кардіфф            | Уельс              | 1 – 2                   | Австралія          | товариський матч              | 1    | 70'           |
| 2-9-2011   | Брисбен            | Австралія          | 2 – 1                   | Таїланд            | Відбір до ЧС 2014             | -    | 71'           |
| 6-9-2011   | Ед-Даммам          | Саудівська Аравія  | 1 – 3                   | Австралія          | Відбір до ЧС 2014             | -    | 87'           |
| 2-6-2012   | Копенгаген         | Данія              | 2 – 0                   | Австралія          | товариський матч              | -    | 69'           |
| 12-6-2012  | Брисбен            | Австралія          | 1 – 1                   | Японія             | Відбір до ЧС 2014             | -    |               |
| 6-9-2012   | Бейрут             | Ліван              | 0 – 3                   | Австралія          | товариський матч              | 1    | 51'           |
| 11-9-2012  | Амман              | Йорданія           | 2 – 1                   | Австралія          | Відбір до ЧС 2014             | -    |               |
| 16-10-2012 | Доха               | Ірак               | 1 – 2                   | Австралія          | Відбір до ЧС 2014             | 1    | 87' 90'       |
| 26-3-2013  | Сідней             | Австралія          | 2 – 2                   | Оман               | Відбір до ЧС 2014             | 1    |               |
| 4-6-2013   | Сайтама            | Японія             | 1 – 1                   | Австралія          | Відбір до ЧС 2014             | -    |               |
| 11-6-2013  | Мельбурн           | Австралія          | 4 – 0                   | Йорданія           | Відбір до ЧС 2014             | 1    |               |
| 18-6-2013  | Сідней             | Австралія          | 1 – 0                   | Ірак               | Відбір до ЧС 2014             | -    | 78'           |
| 11-10-2013 | Париж              | Франція            | 6 – 0                   | Австралія          | товариський матч              | -    | 79'           |
| 19-11-2013 | Сідней             | Австралія          | 1 – 0                   | Коста-Рика         | товариський матч              | 1    | 52'           |
| 5-3-2014   | Лондон             | Австралія          | 3 – 4                   | Еквадор            | товариський матч              | 2    | 67'           |
| 26-5-2014  | Сідней             | Австралія          | 1 – 1                   | ПАР                | товариський матч              | 1    | кап. 62'      |
| 6-6-2014   | Сальвадор          | Хорватія           | 1 – 0                   | Австралія          | товариський матч              | -    | 66'           |
| 13-6-2014  | Куяба              | Чилі               | 3 – 1                   | Австралія          | ЧС 2014 - 1-й етап            | 1    | 44'           |
| 18-6-2014  | Порту-Алегрі       | Австралія          | 2 – 3                   | Нідерланди         | ЧС 2014 - 1-й етап            | 1    | 43' 69'       |
| 4-9-2014   | Льєж               | Бельгія            | 2 – 0                   | Австралія          | товариський матч              | -    | 72'           |
| 8-9-2014   | Лондон             | Саудівська Аравія  | 2 – 3                   | Австралія          | товариський матч              | 1    | 69'           |
| 10-10-2014 | Абу-Дабі           | ОАЕ                | 0 – 0                   | Австралія          | товариський матч              | -    | 77'           |
| 13-10-2014 | Доха               | Катар              | 1 – 0                   | Австралія          | товариський матч              | -    | 76'           |
| 8-11-2014  | Осака              | Японія             | 2 – 1                   | Австралія          | Kirin Cup                     | 1    | 73'           |
| 9-1-2015   | Мельбурн           | Австралія          | 4 – 1                   | Кувейт             | Кубок Азії 2015 - 1-й етап    | 1    | 65'           |
| 13--1-2015 | Сідней             | Оман               | 0 – 4                   | Австралія          | Кубок Азії 2015 - 1-й етап    | -    | кап. 51'      |
| 17-1-2015  | Брисбен            | Австралія          | 0 – 1                   | Південна Корея     | Кубок Азії 2015 - 1-й етап    | -    | 71' 90'+1'    |
| 22-1-2015  | Брисбен            | КНР                | 0 – 2                   | Австралія          | Кубок Азії 2015 - чвертьфінал | 2    | 80'           |
| 27-1-2015  | Ньюкасл            | Австралія          | 2 – 0                   | ОАЕ                | Кубок Азії 2015 - півфінал    | -    | 67'           |
| 31-1-2015  | Сідней             | Південна Корея     | 1 – 2 д.ч.              | Австралія          | Кубок Азії 2015 - Фінал       | -    | 63' 1-й титул |
| 16-6-2015  | Бішкек             | Киргизстан         | 1 – 2                   | Австралія          | Відбір до ЧС 2018             | -    | 87'           |
| 3-9-2015   | Перт               | Австралія          | 5 – 0                   | Бангладеш          | Відбір до ЧС 2018             | -    | 62'           |
| 8-9-2015   | Душанбе            | Таджикистан        | 0 – 3                   | Австралія          | Відбір до ЧС 2018             | 2    | кап.          |
| 8-10-2015  | Амман              | Йорданія           | 2 – 0                   | Австралія          | Відбір до ЧС 2018             | -    | 67'           |
| 12-11-2015 | Канберра           | Австралія          | 3 – 0                   | Киргизстан         | Відбір до ЧС 2018             | 1    | 90'           |
| 17-11-2015 | Дакка              | Бангладеш          | 0 – 4                   | Австралія          | Відбір до ЧС 2018             | 3    |               |
| 29-3-2016  | Сідней             | Австралія          | 5 – 1                   | Йорданія           | Відбір до ЧС 2018             | 2    | кап.          |
| 4-6-2016   | Сідней             | Австралія          | 1 – 0                   | Греція             | товариський матч              | -    | 72'           |
| 7-6-2016   | Мельбурн           | Австралія          | 1 – 2                   | Греція             | товариський матч              | -    | кап.          |
| 6-9-2016   | Абу-Дабі           | ОАЕ                | 0 – 1                   | Австралія          | Відбір до ЧС 2018             | 1    | 71'           |
| 6-10-2016  | Джидда             | Саудівська Аравія  | 2 – 2                   | Австралія          | Відбір до ЧС 2018             | -    | 85'           |
| 11-10-2016 | Мельбурн           | Австралія          | 1 – 1                   | Японія             | Відбір до ЧС 2018             | -    | 70'           |
| 23-3-2017  | Тегеран            | Ірак               | 1 – 1                   | Австралія          | Відбір до ЧС 2018             | -    | 72'           |
| 28-3-2017  | Сідней             | Австралія          | 2 – 0                   | ОАЕ                | Відбір до ЧС 2018             | -    | 71'           |
| 13-6-2017  | Мельбурн           | Австралія          | 0 – 4                   | Бразилія           | товариський матч              | -    | 57'           |
| 19-6-2017  | Сочі               | Австралія          | 2 – 3                   | Німеччина          | Кубок Конфедерацій            | -    | 87'           |
| 22-6-2017  | Санкт-Петербург    | Камерун            | 1 – 1                   | Австралія          | Кубок Конфедерацій            | -    | 70'           |
| 25-6-2017  | Москва             | Чилі               | 1 – 1                   | Австралія          | Кубок Конфедерацій            | -    | 57'           |
| 31-8-2017  | Сайтама            | Японія             | 2 – 0                   | Австралія          | Відбір до ЧС 2018             | -    | 70'           |
| 5-9-2017   | Мельбурн           | Австралія          | 2 – 1                   | Таїланд            | Відбір до ЧС 2018             | -    | 57'           |
| 10-10-2017 | Сідней             | Австралія          | 2 – 1                   | Сирія              | Відбір до ЧС 2018             | 2    | кап.          |
| 15-11-2017 | Сідней             | Австралія          | 3 – 1                   | Гондурас           | Відбір до ЧС 2018             | -    | 66'           |
| 27-3-2018  | Лондон             | Колумбія           | 0 – 0                   | Австралія          | товариський матч              | -    | 63'           |
| 9-6-2018   | Будапешт           | Угорщина           | 1 – 2                   | Австралія          | товариський матч              | -    | 80'           |
| 26-6-2018  | Сочі               | Австралія          | 0 – 2                   | Перу               | ЧС 2018 - 1-й етап            | -    | 53'           |
| 20-11-2018 | Сідней             | Австралія          | 3 – 0                   | Ліван              | товариський матч              | -    | 82'           |
| Усього     |                    | Матчів (2 місце)   | 108                     |                    | Голів (1 місце)               | 50   |               |

## Досягнення

### Командні
«Міллволл»
- Переможець Другого дивізіону: 2000–01
- Фіналіст кубка Англії: 2003–04

«Евертон»
- Фіналіст кубка Англії: 2008–09

«Нью-Йорк Ред Буллз»
- Володар Supporters' Shield: 2013

«Шанхай Шеньхуа»
- Фіналіст кубка Китаю: 2015

«Мельбурн Сіті»
- Володар кубка Австралії: 2016

Збірна Австралії
- Переможець Молодіжного чемпіонату ОФК: 1994
- Володар Кубка націй ОФК: 2004
- Володар Кубка Азії: 2015
- Срібний призер Кубка Азії: 2011

### Індивідуальні
- Футболіст року в Океанії: 2004
- Найкращий гравець сезону ФК «Евертон»: 2004–05